# Hymenophyllum lobatoalatum
Hymenophyllum lobatoalatum är en hinnbräkenväxtart som beskrevs av Kl. Hymenophyllum lobatoalatum ingår i släktet Hymenophyllum och familjen Hymenophyllaceae. Inga underarter finns listade.